# Deep Imagination

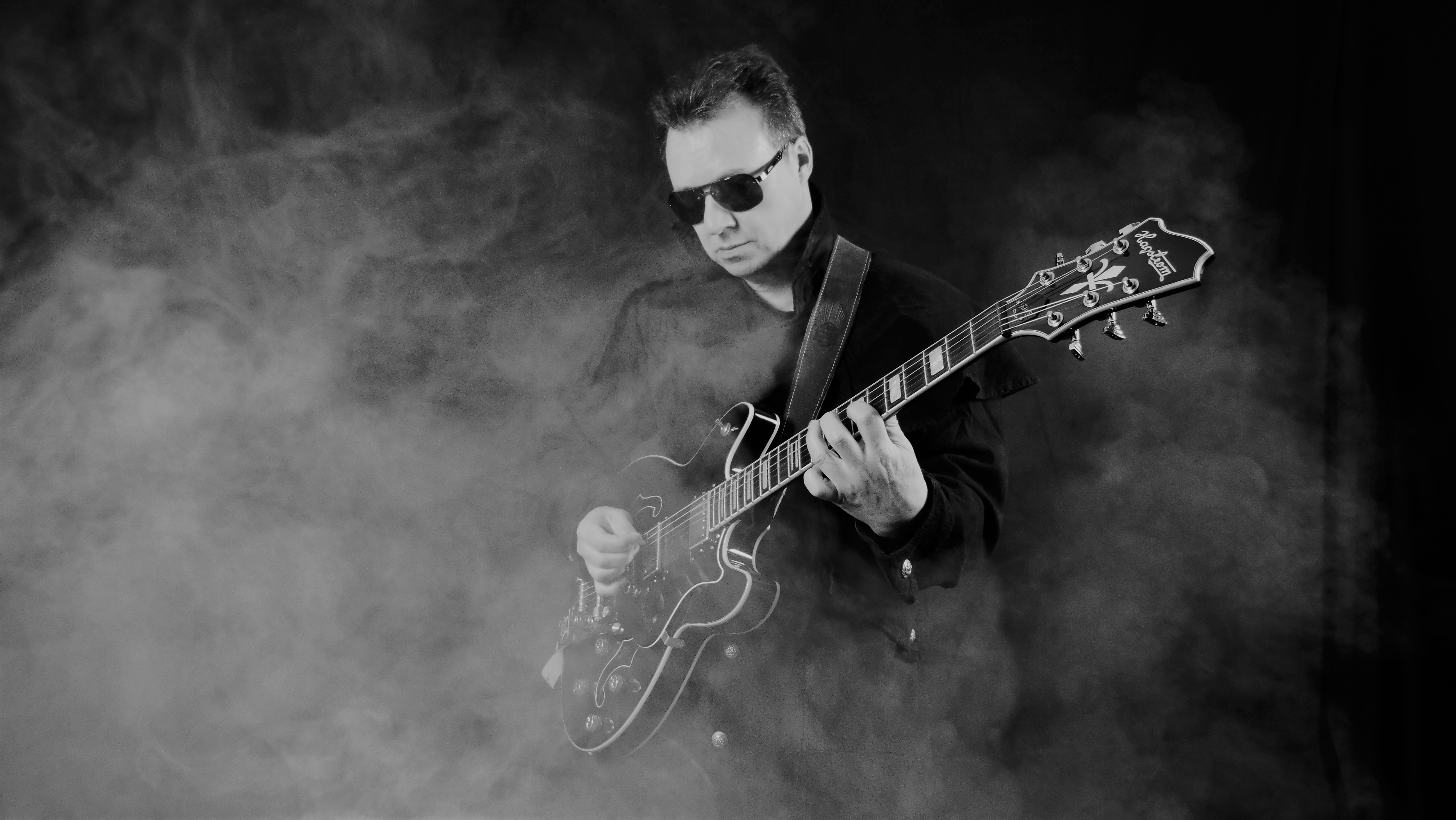
Deep Imagination (2021)

Deep Imagination ist ein deutsches Musikprojekt, dessen atmosphärische Musik oft mit der Musik von Künstlern wie Dead Can Dance oder Pink Floyd verglichen wird. Stilistisch ist die auf Synthesizern basierte Musik von Deep Imagination den Bereichen Dark Wave, Gothic Rock, elektronische Musik, Artrock und Ethno-Pop zuzuordnen.

## Geschichte
Deep Imagination wurde 2005 von dem Musiker und Komponisten Thorsten Sudler-Mainz (* 5. April 1963 in Frankfurt am Main), Gründer der deutschen Band Art of Infinity, in Frankfurt ins Leben gerufen. Im gleichen Jahr erschien das instrumentale Debütalbum Scapes beim Deutschen Plattenlabel Syngate Records. Der Stil von Deep Imagination beinhaltet atmosphärische elektronische Musik mit Einflüssen aus Artrock, Ambient, Dark Wave, Gothic Rock und Electronica, aber auch der Künstler wie Dead Can Dance, Pink Floyd, The Mission oder The Cure.
Bei diversen Live-Konzerten in den Jahren 2005 bis 2010, unter anderem beim Festival der elektronischen Musik auf Burg Satzvey 2005, im Planetarium Bochum 2008 und beim Electronic Circus Festival 2010, wurde Thorsten Sudler-Mainz von den Gastmusikern Thorsten Rentsch und Stefan Höllering unterstützt.
Das zweite Album Gemstones erschien 2008, erneut bei Syngate Records. Unter dem Logo von Deep Imagination produzierte Thorsten Sudler-Mainz auch diverse Radiojingles, Klanginstallationen für Kunstausstellungen und Videovertonungen.
Die beiden Alben Scapes und Gemstones wurden 2008 vom renommierten deutschen Musikverlag BSC Music GmbH über den Vertrieb Zebralution unter anderem auf iTunes oder Napster im Digital-Vertrieb weltweit veröffentlicht. 2010 unterschrieb Deep Imagination einen Plattenvertrag bei BSC Music. Das dritte Album Awareness, auf dem unter anderen der Deutsche Musiker und Produzent Matthias Krauss (Keyboard) als Gastmusiker zu hören ist, wurde über das Label Prudence im Vertrieb von Rough Trade veröffentlicht. Die Deutsche Fluggesellschaft Lufthansa setzte 2011 die Musikstücke Awareness Part 3 - Surroundings und Awareness Part 4 - Tradition von Deep Imagination auf allen Flügen im Lufthansa Radio ein.
Mit Live at Electronic Circus Festival erschien 2011 bei BSC Music GmbH ein Live-Album von Deep Imagination.
Mit der 2015 bei BSC Music erschienenen Single Dancing with Ghosts erweiterte Thorsten Sudler-Mainz die stilistische Bandbreite von Deep Imagination um Gesang, Gitarren und Percussion. 2016 wurde die EP Carefully Kept Secrets veröffentlicht.
Das vierte Album Carefully Kept Secrets von Deep Imagination erschien 2017. Mit Gastmusikern wie Ann Kareen Mainz (Gesang), Günter Kaufmann (Gitarren) und Byron Metcalf (Percussion) entwickelte Thorsten Sudler-Mainz hierauf den Sound von Deep Imagination weiter von einem rein elektronischen hin zu einem von Artrock und Ethnic electronica geprägten Musikstil. Carefully Kept Secrets wurde vom US-amerikanischen Radiosender Journeyscapes Radio in die Top 25 der besten Alben 2017 gewählt. 2018 wurde mit Wings to Fly die fünfte EP von Deep Imagination veröffentlicht. Die Single Temple In Nowhere erschien 2019.
2020 veröffentlichte Deep Imagination das fünfte Album My Silent Celebration sowie die Singles In My Memory und Longing For Peace. Im September 2020 belegte In My Memory Platz 2 in den Single-Charts von One World Music Radio, United Kingdom. Der Leadgesang von In My Memory stammt von Gastsänger Torsten Hardy Hartmann. Als weiterer neuer Gastmusiker auf dem Album ist Achim von Raesfeld mit Gitarre auf dem Titel Coming from the Cold zu hören.
Der Titel In My Memory wurde im Januar 2021 auf dem CD-Sampler Cold Hands Seduction Vol 225 des Sonic Seducer Musikmagazin veröffentlicht.
2023 veröffentlichte Deep Imagination das sechste Album The Children of the Moon, welches stilistisch den Genres Dark Wave und Gothic Rock zugeordnet werden kann. 2024 erschien die Single Realm of the Raven.
Medial wird die Musik von Deep Imagination seit 2015 mit Video-Clips transportiert, in denen Thorsten Sudler-Mainz zusammen mit seinen Gastmusikern auftritt. Zwischen 2015 und 2024 wurden fünfzehn Videoclips von Deep Imagination bei YouTube veröffentlicht.

## Diskografie
Alben
- 2005: Scapes (CD)
- 2008: Gemstones (CD)
- 2010: Awareness (CD)
- 2017: Carefully Kept Secrets (CD)
- 2020: My Silent Celebration (CD)
- 2023: The Children of the Moon (CD)

EPs und Singles
- 2010: Surroundings (CD)
- 2011: Live at Electronic Circus Festival (CD)
- 2015: Dancing with Ghosts (CD)
- 2016: Carefully Kept Secrets (CD)
- 2018: Wings to Fly (CD)
- 2019: Temple in Nowhere (CD)
- 2020: In My Memory (CD)
- 2021: Coming from the Cold (CD)
- 2022: Longing for Peace (Single Edit) (CD)
- 2022: Burning Sun (single edit) (CD)
- 2022: Find Your Own Way (CD)
- 2024: Realm of the Raven (CD)

Videoclips
- 2015: Dancing with Ghosts (Chillout-Version)
- 2016: Carefully Kept Secrets
- 2017: Paradise in Space
- 2017: Awake from a Dream
- 2017: Before Thousand of Years
- 2018: Underneath the Waves
- 2018: Wings to Fly (Single-Version)
- 2019: Temple in Nowhere
- 2020: In My Memory
- 2020: Longing for Peace
- 2021: Coming from the Cold
- 2022: Find Your Own Way
- 2023: Make the Moon Appear
- 2024: The Silence of Winterland
- 2024: Realm of the Raven